# Combat (revue)
Ne doit pas être confondu avec Combat (journal) ou Combats.
Pour les articles homonymes, voir Combat (homonymie).
Combat, sous-titré Revue des idées et des faits, est une revue mensuelle française née pendant l'entre-deux-guerres. Elle a été fondée conjointement par Thierry Maulnier et Jean de Fabrègues et publiée de 1936 à 1939. La revue Combat, et plus tard le journal L’Insurgé qui la complète, sont un condensé des idées développées par les non-conformistes des années 1930 dont fait partie la Jeune Droite.

## Historique

### Fondation
Après l’échec de ses tentatives militantes au sein du Comité national de vigilance de la jeunesse et de la Solidarité française, la Jeune Droite se recentre sur la production intellectuelle. Thierry Maulnier se tient à l’écart du Club national et de ses penchants racistes, pour se consacrer au lancement de Combat, de son nouvel ouvrage Mythes socialistes et aux nombreuses publications auxquelles il participe dont le Courrier royal, L’Action française, la Revue Universelle, Aux Écoutes et Le Charivari. En parallèle, Thierry Maulnier est le point d’entrée que la Jeune Droite catholique privilégie pour développer les contacts avec la Jeune Droite politique. Après la disparition de La Revue du XXe siècle dirigée par Jean de Fabrègues à l'automne 1935, il se tourne vers une nouveau projet et se concerte avec Thierry Maulnier. Les deux hommes, qui s’imposent à la tête de leurs équipes respectives, semblent toutefois très éloignés, en raison de la barrière de la religion. Fabrègues est catholique tandis que Maulnier est agnostique mais tout de même « conscient de la grandeur de la civilisation chrétienne ». Malgré cela, la revue Combat naît « d’une véritable ébullition intellectuelle autour du Groupe du XXe Siècle ». Thierry Maulnier et Jean de Fabrègues deviennent les directeurs, René Vincent est nommé rédacteur en chef et Jean Le Marchand en devient l'administrateur.

### Dialogue avec le peuple

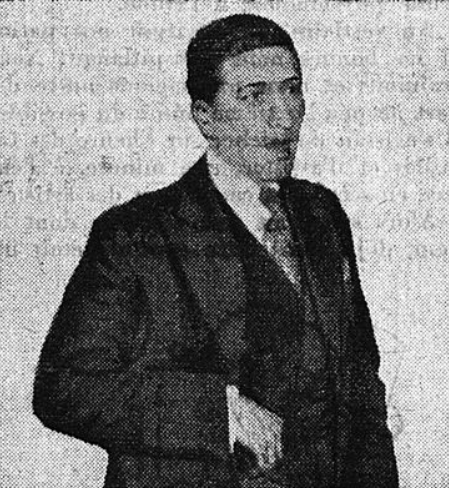
Jean de Fabrègues dans Le Figaro du 23 février 1935.

La grande originalité de Combat réside dans sa tentative de dépasser le simple journalisme et d'engager un dialogue direct avec le public au travers de grands meetings ou de permanences dans les cafés. De fait, les rédacteurs du journal organisent des réunions publiques et assurent à l’extérieur la propagande politique de la revue. En tout, Combat annonce vingt-sept meetings dans lesquels ses collaborateurs prennent la parole entre 1936 et 1939 avec un pic relevé en 1937.
C'est ainsi que Jean Loisy, Robert Brasillach, Abel Bonnard, René Gillouin, l’architecte Auguste Perret et Marcel Delannoy prennent la parole devant cinq cents personnes sur la « tradition et la révolution dans l’art » le 29 juin 1936 à Paris. Le 18 décembre 1936, Thierry Maulnier, Jean-Pierre Maxence, Jean de Fabrègues, Serge Jeanneret, Robert Brasillach et Louis Salleron répondent à la question « Où sont les vrais défenseurs de la culture ? » devant un public aussi fourni dans la salle de la Société de Géographie sur le boulevard Saint-Germain.
Les rédacteurs de la revue se déplacent aussi en province, seuls ou à plusieurs pour donner des conférences notamment dans des villes où l'Action française est bien implantée comme Saint-Étienne, Bordeaux et Toulouse.

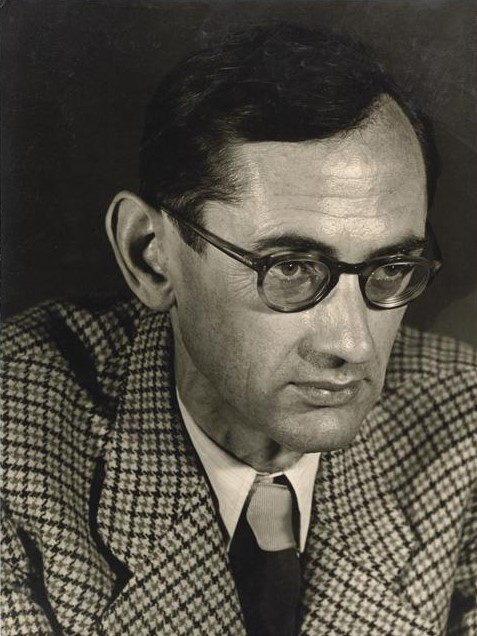
Thierry Maulnier photographié en 1952 par Thérèse Le Prat.

Leurs déplacements nous renseignent aussi sur les villes où la revue dispose d’un lectorat plus important. Et sans surprise, il s’agit bien sûr des villes où l’Action française est bien implantée : Saint-Étienne, Bordeaux et Toulouse. Certaines conférences sont coorganisées avec l'association Rive Gauche animée par Henri et Annie Jamet et l’équipe de Je suis partout. Lucien Rebatet, membre de l’équipe de Je suis partout, critiquait l'intérêt de ces réunions dans la mesure où celles-ci auraient toujours attiré « la même clientèle d’habitués et [..] se terminaient finalement dans un café autour d’une table ».
En outre, l'équipe de Combat organise des permanences régulières au sous-sol d’un établissement situé sur le boulevard Saint-Germain, le Café Méphisto, à l’angle de la rue de Seine. Toutefois, cette organisation ne suffit pas à compenser l’impression de « surplace » décrite par Olivier Dard.

« En fin de compte, la Jeune Droite fabrique Combat comme elle a créé la Revue française, et comme elle va faire quelques mois plus tard avec L’Insurgé, entre la Brasserie Lipp et les Deux-Magots, avec un mélange de paresse, d’esprit blagueur et d’avidité à faire une révolution qui n’arrive jamais. »

— Ludovic Morel

### Conclusion
Le drame de la Jeune Droite est son incapacité « à trouver la forme d’engagement qui pourrait satisfaire son besoin ardent d’activisme révolutionnaire ». Toutes ses tentatives pratiques reviennent inexorablement à la revue engagée, « à l’influence marginale et à l’efficacité limitée ». Cette soif d'action va se traduire presque exclusivement dans des polémiques dans les colonnes de Combat, puis poursuivies dans L’Insurgé.
Pour Jean de Fabrègues, Combat incarnait avant toute chose « un organe de dialogue social destiné à convaincre les Français de la nécessité d’une conversion spirituelle » alors que Thierry Maulnier la concevait comme un moyen de s'opposer au Front populaire car « la gravité des événements justifiait qu’on s’opposât au gouvernement et qu’on dégageât les grandes lignes d’une révolution populaire contre le régime démocratique ». Ces deux tendances coexistent dans Combat et expliquent la publication d'une part de polémiques politiques violentes et d'autre part, de réflexions d’ordre spirituel sur la révolution. Le décalage est encore plus flagrant au regard des sujets de conférences à la veille de la Seconde Guerre mondiale :  l'une sur le « sens social et moral de la civilisation française » par Fabrègues et l'autre sur le « rôle de la France devant le désarroi de l’Europe » par Maulnier.
En 1939, Robert Brasillach quitte Combat tandis que Thierry Maulnier se sépare de la rédaction de Je suis partout. En 1940, Thierry Maulnier rejoint Charles Maurras à Lyon où le quotidien L'Action française se réfugie. Pour l'historien Ludovic Morel, Combat correspond à « la tentative la plus aboutie de la Jeune droite maurrassienne des années trente ».

## Ligne éditoriale

### Jeune Droite
Hostiles à la démocratie bourgeoise et au libéralisme économique, les rédacteurs de Combat envisagent l'intégration totale du prolétariat dans leur société idéale. Jean de Fabrègues rejoint les idées défendues par Emmanuel Mounier dans la revue Esprit. Combat permet à la Jeune Droite d'approfondir leurs idées dans les domaines politique, économique et social jusqu’à heurter Maurras. Deux tendances distinctes ont court dans les publications : l’anticapitalisme et la dénonciation de « l’abjection française » autrement dit l'Anti-France.
Combat refuse le clivage fasciste et antifasciste et se veut une œuvre critique du Front populaire. En dépit de cela, Jean de Fabrègues entre au Parti populaire français de Jacques Doriot lancé en 1936 provoquant une scission au sein de l'équipe rédactionnelle.
Thierry Maulnier décrit le périodique comme une « revue mensuelle, mi-revue d’idées, mi-pamphlet », mi-sérieuse, mi-insolente.
Combat se veut un « laboratoire d’idées » indépendant des partis et des idéologies, mais aussi libre de tout lien matériel. En effet, la revue ne dispose d'aucun mécène, n'a aucune publicité commerciale, les collaborations sont bénévoles et sa fabrication est financée par les 1501 abonnements que compte Combat au bout d'un an. Le prix peu élevé permet une diffusion aisée auprès des étudiants. Elle est d'ailleurs disponible dans les librairies parisiennes et auprès de quarante-deux villes de province grâce à des propagandistes bénévoles. Cependant, l’audience politique de Combat demeure très modeste avec un tirage qui ne dépasse pas les cinq mille exemplaires.

### La figure de l'intellectuel nationaliste
La Jeune Droite affine ainsi sa définition d'un modèle d’intellectuel nationaliste lancée depuis le début des années trente. Thierry Maulnier a l'occasion de développer cette définition dans son livre Mythes socialistes dont le Manifeste de Combat semble être tiré. Il disqualifie les intellectuels idéalistes planqués et les penseurs serviles au service d'un parti particulièrement les compagnons de route serviles du Parti communiste. Pour Maulnier, il est impératif pour l'écrivain de se mêler à l'action et de prendre parti sans forcément servir un parti. Il s'agit de «  faire concourir ses idées au progrès de l’humanité ».

« La définition de l’engagement que construisent Maulnier et la Jeune Droite est tout à fait conforme à l’éthique de l’intellectuel libre qu’ils s’efforcent de suivre depuis leur entrée en littérature. »

— Ludovic Morel

## Journalistes deCombat
- Pierre Andreu
- Dominique Aury
- Dominique Bertin
- Maurice Blanchot
- Georges Blond
- Robert Brasillach
- André Cartier
- Laurent Cély
- André Dampierre
- Raymond Duclaud
- Jean de Fabrègues
- Hugues Favart
- Robert Francis
- François Gravier
- Kléber Haedens
- Jacques Laurent-Cély
- Jean Le Marchand
- Jean Loisy
- Charles Mauban
- Thierry Maulnier
- Jean-Pierre Maxence
- André Monconduit
- Pierre Monnieri
- Marcel Noël
- Claude Orland
- Claude Roy
- Jean Saillenfest
- Jean Saint-Paul
- Louis Salleron
- François Sentein
- Pierre Tisserand
- Jean-Germain Tricot
- Émile Vaast
- Clément Vautel
- René Vincent

## Presse
- Combat dans Retronews, les archives numériques des journaux de la BnF.